# Ouragan Claudette (2003)
Pour les articles homonymes, voir Cyclone tropical Claudette.
L’ouragan Claudette est le quatrième système cyclonique et le premier ouragan de la saison 2003. C'est la 5e utilisation du nom Claudette pour un cyclone tropical, après 1979, 1985, 1991 et 1997.

## Historique
Le 7 juillet, un système est devenu la dépression tropicale Claudette près des Îles Sous-le-Vent. Dès le 11 juillet, elle traversa la Péninsule du Yucatán et quelques heures plus tard retourna dans le Golfe du Mexique à Puerto Morelos. Claudette reprit de la force et toucha terre une seconde fois le 15 juillet sur l'île Matagorda près de Port O'Connor (Texas). 
Elle avait alors la puissance d'une ouragan de catégorie 1 avec une pression centrale de 979 hPa et des vents maximaux de 145 km/h. Elle demeura de force de tempête tropicale encore une journée, inhabituellement long pour un tel système qui perd généralement sa source d'énergie en entrant dans les terres.

## Bilan
Claudette fut responsable directe de la mort d'une personne tuée par la chute d'un arbre. Elle causa également une vaste zone de dommages par le vent au Texas, en particulier à Goliad. Au total, on estime les dégâts à 180 millions $US (2003) au Texas mais aucun significatif au Mexique.